# Ludovic Giuly
Ludovic Giuly (født 10. juli 1976 i Lyon, Frankrig) er en fransk fodboldspiller, der spiller i Monts d'Or Azergues.

## Karriere
Han begyndte sin karriere i Olympique Lyonnais i 1994, hvor han spillede til og med 1998 (han spillede præcis 100 kampe og scorede 21 mål), hvorefter han i julen 1998 blev solgt for 3,5 mio kr[kilde mangler] til AS Monaco FC, hvor han spillede til 2004 (han spillede i alt 184 kampe og scorede 47 mål for AS Monaco FC). Derefter skiftede han til F.C. Barcelona, hvor han spillede til 2007 (han opnåede 85 kampe og scorede 19 mål). Herefter skiftede han til AS Roma, hvor han spillede til 2008 (han opnåede 32 kampe for klubben og scorede 6 mål). Herefter skiftede han til Paris Saint-Germain inden turen i 2011 gik til Monaco.